# Calochortus westonii
Calochortus westonii är en liljeväxtart som beskrevs av Alice Eastwood. Calochortus westonii ingår i släktet Calochortus och familjen liljeväxter. Inga underarter finns listade.